# 479. pehotni polk (Wehrmacht)
Za druge 479. polke glejte 479. polk.
479. pehotni polk (izvirno nemško Infanterie-Regiment 479) je bil eden izmed pehotnih polkov v sestavi redne nemške kopenske vojske med drugo svetovno vojno.

## Zgodovina
Polk je bil ustanovljen 26. avgusta 1939 kot polk 4. vala v Landsbergu iz nadomestnih bataljonov: I. in II. 50. ter I. 121. pehotnega polka; polk je bil dodeljen 258. pehotni diviziji. 
27. januarja 1940 je bil II. bataljon izvzet iz sestave in dodeljen 509. pehotnemu polku; 21. septembra istega leta je podobna usoda doletela tudi III. bataljon, ki je bil dodeljen 411. pehotnemu polku; obe enoti sta bili nadomeščeni.
8. junija 1942 je bil v bojih razpuščen III. bataljon.
15. oktobra 1942 je bil polk preimenovan v 479. grenadirski polk.